# Tone Žakelj
Tone Žakelj, član organizacije TIGR, * 8. junij 1901, Hruševje, † (?).
Izučil se je za ključavničarja. V ilegalnem gibanju, ki se je borilo proti italijanskemu fašizmu na zasedenem ozemlju Primorske, je začel sodelovati leta 1925. Na postojnskem je odmevala akcija, ki so jo ilegalci med katerim je bil tudi Žakelj izvedli leta 1928, ko so med Postojno in Razdrtim po cerkvah in kapelicah natisnili napise »Živela Jugoslavija, proč s fašistično Italijo« in prebarvali fašistične grbe s slovensko narodno zastavo. Ker je bil pod stalnim policijskim nadzorom se je leta 1929 umaknil v Jugoslavijo, kjer je do vojne živel v Ljubljani in se preživljal s priložnostnimi del.  V letih 1929−1932 je iz Jugoslavije na Primorsko prinašal komunistično literaturo in bil leta 1930 s še drugimi člani organizacije TIGR soudeležen pri kraji uniform na občini v Hruševju s katero so onemogočili proslavo fašistične mladine »gioventù fascista« v Hruševju. Med narodnoosvobodilno borbo pa je kot terenski delavec Osvobodilne fronte deloval na postojnskem.